# Fran Franczak
Franciszek „Fran“ Franczak (* 16. August 2007 in Limanowa) ist ein polnischer Fußballspieler, der beim FC St. Johnstone in Schottland unter Vertrag steht.

## Karriere

### Verein
Fran Franczak wurde in Limanowa geboren, wuchs aber zunächst in Laskowa auf. Als Kind zog er mit seiner Familie, darunter zwei Brüder und eine Schwester, in das schottische Perth. In Perth begann er mit dem Fußball beim lokalen Verein FC Lethem. Später wechselte Franczak zum FC St. Johnstone, dem größten Verein in der Stadt. In den folgenden Jahren spielte Franczak in der Jugendakademie des Vereins in sämtlichen Mannschaften. Während der Saisonvorbereitung des Vereins im Sommer 2023 trainierte er erstmals mit der ersten Mannschaft und nahm im Alter von 15 Jahren auch an Testspielen teil. Im August 2023 unterschrieb er seinen ersten Profivertrag bei dem Verein. Einen Monat später gab Franczak sein Profidebüt in der Scottish Premiership, als er in der zweiten Halbzeit gegen Hibernian Edinburgh für Cameron MacPherson eingewechselt wurde, nachdem er im Vormonat 16 Jahre alt geworden war. Mit 16 Jahren und 38 Tagen wurde Franczak der jüngste Spieler aller Zeiten bei St. Johnstone und löste den Rekord aus dem Jahr 1976 ab, als Vic Robertson 16 Jahre, drei Monate und neun Tage alt war. Im Juli 2024 verlängerte Franczak seinen Vertrag in Perth bis 2026.

### Nationalmannschaft
Im September 2024 debütierte Franczak in der polnischen U18-Nationalmannschaft gegen Kroatien.